# Bengaliska arméns förband före 1859

## Truppslag

### Kavalleri
- Governor General's Bodyguard
- 1st - 5th Bengal European Light Cavalry Regiments
- 1st -10th Bengal Light Cavalry Regiments
- 1st Irregular Cavalry (Skinner's Horse)
- 2nd - 18th Irregular Cavalry Regiments
- Jodhpore Legion Cavalry
- Bundelkhand Legion Cavalry
- Gwalior Contingent Cavalry
- Kotah Contingent Cavalry
- Bhopal Contingent Cavalry
- United Malwa Contingent Cavalry
- Ramgarh Irregular Cavalry
- Nagpore Irregular Cavalry
- 1st - 3rd Oudh Irregular Cavalry Regiments
- 1st, 2nd och 3rd Regiments of Hodson's Horse
- 1st - 4th Sikh Irregular Cavalry Regiments
- The Jat Horse Yeomanry
- Rohilkhand Horse
- The Muttra Horse
- Alexander's Horse
- Barrow's Volunteers
- Behar Irregular Cavalry
- Belooch Horse
- Benares Horse
- Bengal Yeomanry Cavalry
- Calcutta Volunteer Guards
- De Kantzow's Irregular Cavalry
- Graham's Horse
- 2nd Gwalior Cavalry
- 2nd Gwalior Mahratta Horse
- H.H. The Guicowar's Horse
- Jackson's Volunteer Horse
- Jellandhar Cavalry
- Lahore Light Horse
- 1st Mahratta Horse
- Meerut Light Horse
- Peshawar Light Horse
- Rajghazi Volunteer Cavalry
- The Volunteer Cavalry
- Lind's and Cureton's Risalahs of Pathan Horse
- 2nd Mahratta Horse
- Fane's Horse
- The Corps of Guides, Punjab Irregular Force
- 1st - 5th Regiments of Cavalry, Punjab Irregular Force

### Artilleri
- Bengal Horse Artillery
- Bengal European Foot Artillery
- Bengal Native Foot Artillery
- Punjab Horse Artillery, Punjab Irregular Force

### Ingenjörstrupper
- The Corps of Bengal Sappers and Miners
- The Sebundy Sappers and Miners

### Infanteri
- 1st Bengal (European) Fusiliers
- 2nd Bengal (European) Fusiliers
- 3rd Bengal (European) Light Infantry
- 4th - 6th Bengal European Regiments
- 1st Regiment of Punjab Bengal Native Infantry
- 2nd - 74th Regiments of Bengal Native Infantry (inklusive 66th (Gurkha) Regiment of Bengal Native Infantry)
- The Alipore Regiment The Ramgarh Light Infantry
- 3rd Local Battalion
- The Sirmoor Rifle Regiment
- The Kamaoon Battalion
- 1st Assam Light Infantry
- 11th Sylhet Local Light Infantry
- The Mharwara Battalion
- 2nd Assam Light Infantry
- Joudpore Legion
- Oudh Irregular Force
- Narbudda Sebundy Corps
- Shekhawati Battalion
- Harianna Light Infantry
- Regiment of Khelat-i-Gilzie
- Malwa Bheel Corps
- Kotah Contingent
- Mehidpore Contingent
- Gwalior Contingent
- Malwa Contingent
- Bhopal Contingent
- Regiment of Ferozepore
- Regiment of Ludhiana
- Camel Corps
- Nusseree Battalion
- Nagpore Irregular Force
- Deoli Irregular Force
- Regiment of Lucknow
- Mhair Regiment
- Kamroop Regiment
- Landhoor Rangers
- Kuppurthala Contingent
- 1st and 2nd Gwalior Regiments
- Allahabad Levy
- Shahjehanpur Levy
- Cawnpore Levy
- Fatehgarh Levy
- Moradabad Levy
- Mynpoorie Levy
- Sealkote Infantry Levy
- Bareilly Levy
- Goojramwallah Levy
- Meerut Levy
- Kumaon Levy
- Agra Levy
- Cole and Sonthal Levy
- Rajpoot Levy
- Loyal Purbeah Regiment
- Corps of Guides, Punjab Irregular Force
- 1st - 4th Sikh Infantry Regiments, Punjab Irregular Force
- 1st - 6th Infantry Regiments, Punjab Irregular Force
- 7th - 24th Regiments of Punjab Infantry (av vilka 15th och 24th var pionjärregementen.